# Eurymerodesmus caesariatus
Eurymerodesmus caesariatus är en mångfotingart som beskrevs av Shelley 1989. Eurymerodesmus caesariatus ingår i släktet Eurymerodesmus och familjen Eurymerodesmidae. Inga underarter finns listade i Catalogue of Life.